# Саммит G20 в Лондоне (2009)
Лондонский саммит G-20 2009 года — вторая встреча глав государств и правительств стран Группы двадцати, посвященная мировому финансовому кризису. Состоялся 1 апреля 2009 года в Лондоне, Великобритания.
Основными целями саммита являлись:
- Продолжение обсуждения, начатого на антикризисном саммите в Вашингтоне.
- Обсуждение мирового финансового кризиса
- Обсуждение необходимых действий по предотвращению глобальной рецессии, дефляции, укреплению финансового сектора и недопущению протекционизма
- Обсуждение усиления глобальной финансовой и экономической системы
- Обсуждение перехода мировой экономики к устойчивому росту

## Позиция России
16 марта 2009 года на сайте Президента России появились «Предложения Российской Федерации к саммиту „Группы двадцати“ в Лондоне (апрель 2009 года)».
В них предлагались следующие направления по реформированию мировой финансовой системы регулирования:
1. Повышение легитимности и результативности международных институтов регулирования на новой конвенциальной основе.
2. Укрепление устойчивости мировой финансовой системы путём развития диверсифицированной системы резервных валют и финансовых центров.
3. Формирование современной системы управления рисками, адекватной степени развития финансовых технологий.
4. Формирование системы стимулов к рациональному поведению участников финансовых рынков, основанному на сбалансированной оценке рисков и оценке получаемых возможностей.

Для реализации этих направлений Россия предлагает:
1. Принять международные обязательные стандарты в области макроэкономической и бюджетной политики.
2. Поддерживать внутренний спрос умеренно, не допуская повышения инфляции, значительного бюджетного дефицита и увеличения государственного долга. Предусмотреть согласованные действия регуляторов по сдерживанию спекулятивных сделок и операций на финансовом рынке на различных этапах экономического цикла.
3. Разработать и принять международное соглашение, определяющее глобальные стандарты регулирования и надзора в финансовом секторе — Standard Universal Regulatory Framework (SURF).
4. Подготовить исследования сценариев реформирования международной валютно-финансовой системы, имея в виду расширение перечня валют, используемых в качестве резервных, или создание наднациональной резервной валюты, эмиссия которой будет осуществляться международными финансовыми институтами. Результаты вынести на обсуждение министров финансов и председателей центральных банков стран «Группы 20».
5. Провести радикальную реформу МВФ, значительно увеличить ресурсы этого фонда.
6. В условиях кризиса развитым странам мира сконцентрироваться на поддержке наиболее бедных и уязвимых слоёв населения в развивающихся странах, а также финансировании инфраструктурных проектов, создающих основу для экономического роста и одновременно обеспечивающих решение проблемы занятости.
7. Разработать и запустить на международной основе специальные программы повышения финансовой грамотности населения.
8. Использовать концепцию энергоэффективного роста на этапе выхода из кризиса.

## Итоги
Были приняты несколько документов:
- План действий по выходу из глобального финансового кризиса
- Заявление об укреплении финансовой системы
- Заявление о направлении ресурсов через международные финансовые учреждения

Было решено значительно увеличить ресурсы МВФ — до 750 млрд долларов США, поддержать новые ассигнования СПЗ в размере 250 млрд долларов США, выделить по меньшей мере 100 млрд долларов США в поддержку дополнительного кредитования по линии МБР, обеспечить поддержку финансирования торговли в объеме 250 млрд долларов США, задействовать дополнительную выручку от согласованных продаж золота МВФ для финансирования беднейших стран на льготных условиях.
Будет создан новый Совет по финансовой стабильности (СФС) с расширенным мандатом, являющийся преемником Форума финансовой стабильности (ФФС) в составе всех стран «Группы двадцати», стран ФФС, Испании и Европейской комиссии.

## Инцидент с прослушкой телефонов
Скандал с прослушкой телефонов делегатов Лондонского саммита 2009 года разгорелся в июне 2013 года, когда экс-агент Агентства национальной безопасности США Эдвард Сноуден передал двум газетам (Washington Post и Guardian) секретные материалы о деятельности американских спецслужб во время работы саммита G-20. Прослушка осуществлялась в отношении президента России Дмитрия Медведева, а также высокопоставленных лиц делегаций из Турции и ЮАР.